# Orvosi eskü

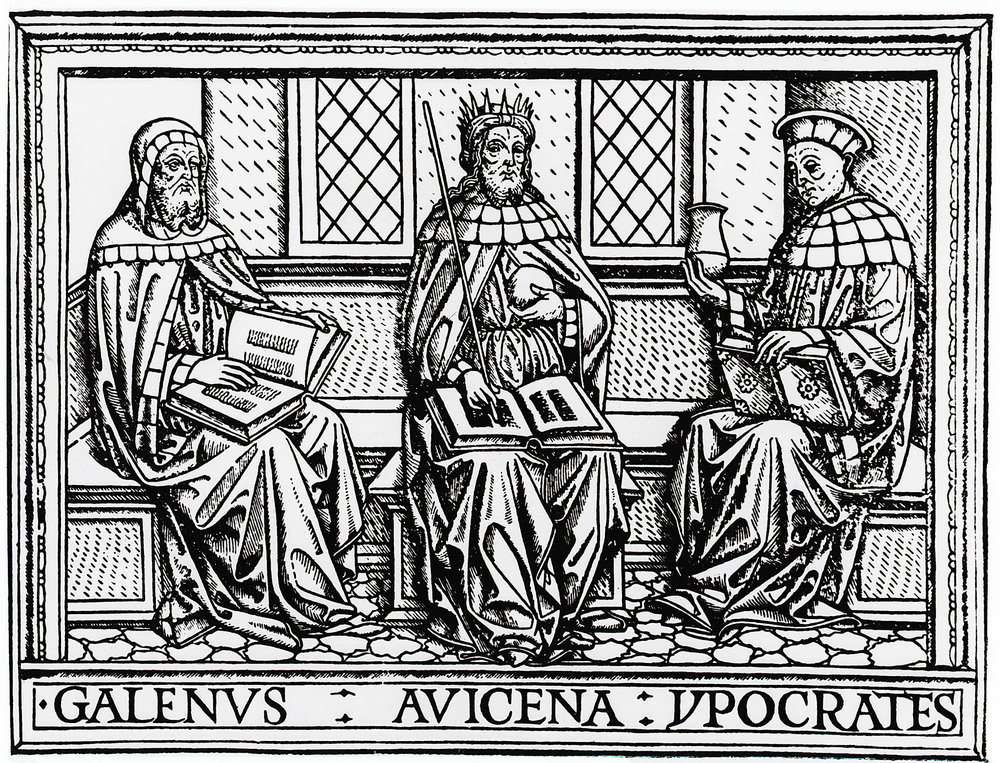
Galénosz római, Avicenna arab és Hippokratész görög orvos ábrázolása egy 16. századi orvosi műben

Az orvosi eskü az orvosi hivatás megkezdésének feltétele.

## A hippokratészi eskü
Valamennyi mai esküszöveg őse Hippokratésznak, az „orvostudomány atyjának” hippokratészi eskü néven ismert, ókori eredetű szövege. Az ebben foglalt emelkedett etikai ígéretek a mai esküszövegekre is hatottak.

## Az orvosi eskü szövege Magyarországon
A Magyar Orvosi Kamara -  törvényben előírt kötelezettségnek eleget téve - megalkotta az első Magyar Orvosetikai Kódexet, amelyben - többek között - az orvosi eskü alábbi, javasolt szövege is szerepel:
Én (…) esküszöm, hogy orvosi hivatásomhoz mindenkor méltó magatartást tanúsítok. Legfőbb törvénynek tekintem a betegek testi és lelki gyógyítását, a betegségek megelőzését. Az emberi életet minden megkülönböztetés nélkül tisztelem. Orvosi tevékenységem soha nem irányul emberi élet kioltására. A betegek emberi méltóságát és jogait tiszteletben tartom, bizalmukkal nem élek vissza és titkaikat haláluk után is megőrzöm. Tanítóimnak megadom az illő tiszteletet, orvos társaimat megbecsülöm. A betegek érdekében ismereteimet, tudásomat folyamatosan gyarapítom. Minden erőmmel arra törekszem, hogy megőrizzem az orvosi hivatás tisztaságát és tekintélyét. Az … Egyetem hírnevét öregbítem és megbecsülését előmozdítom.
"A Magyar Orvosi Kamara őrködik az orvosi hivatás tisztasága felett, védelmezi a hivatásuknak megfelelő magatartást tanúsító orvosokat, elmarasztalja azokat az orvosokat, akik a szakma erkölcsi szabályait, és/vagy orvosi esküjüket megszegik."